# جائزة ألمانيا الكبرى للدراجات النارية 2002
جائزة ألمانيا الكبرى للدراجات النارية 2002 هو سباق دراجات نارية أقيم بتاريخ 21 يوليو 2002. كان الجولة التاسعة من أصل 16 في سباق الجائزة الكبرى للدراجات النارية موسم 2002. فاز الإيطالي فالنتينو روسي بفئة الموتو جي بي بينما جاء الإيطالي ماكس بياجي في المركز الثاني وحصل على المركز الثالث الياباني توهرو أوكاوا.

## وصلات خارجية
- الموقع الرسمي